# Yttrotungstite-(Y)
La yttrotungstite-(Y) è un minerale.